# ДОСААФ СССР

Флаг ДОСААФ

ДОСААФ СССР (аббрев., Доброво́льное о́бщество соде́йствия а́рмии, авиа́ции и фло́ту СССР) — всесоюзная массовая оборонно-патриотическая организация, целью которой являлась подготовка трудящихся к защите СССР. Предшественником был Осоавиахим.
В РФ преемником ДОСААФ СССР является ДОСААФ России. Аббревиатура ДОСААФ использовалась в мужском роде.

## История
Предшественником ДОСААФ было Общество содействия обороне, авиационному и химическому строительству (ОСОАВИАХИМ), образованное в 1927 году. Решение о создании было принято 23 января 1927 года на совместном заседании делегатов Всесоюзного съезда АВИАХИМа и участников пленума Общества содействия обороне.
22 января 1947 года Президиум Верховного Совета СССР за успешную работу в деле укрепления обороны страны и в связи с 20-летием организации, наградил общество орденом Красного Знамени.
В 1948 году на базе ОСОАВИАХИМа были образованы 3 самостоятельных общества — 
ДОСАРМ, 
ДОСАВ и 
ДОСФЛОТ.
20 августа 1951 г. эти общества были объединены в Добровольное общество содействия армии, авиации и флоту СССР (ДОСААФ СССР), которое существовало как массовая оборонно-патриотическая организация, цель которой — содействие укреплению обороноспособности страны и подготовке трудящихся к защите социалистического Отечества.
В январе 1977 года за большой вклад в укрепление обороноспособности страны и в связи с 50-летием ДОСААФ СССР был удостоен ордена Ленина.

### После 1991 года
25 сентября 1991 года ДОСААФ был преобразован в Российскую оборонную спортивно-техническую организацию (РОСТО), которой удалось сохранить большую часть учебной и материально-технической базы.
После распада СССР в 1992 году:
- в Азербайджанской Республике было преобразовано в Республиканский совет Добровольного военного патриотического технического спортивного общества (азерб. Könüllü Hərbi Vətənpərvərlik Texniki İdman Cəmiyyəti Respublika Şurası(KHVTİC)).
- на территории Республики Беларусь была сохранена как республиканское государственно-общественное объединение «Добровольное общество содействия армии, авиации и флоту Республики Беларусь»[5].
- на Украине правопреемником ДОСААФ является организация ОСОУ — Общество содействия обороне Украины (укр. ТСОУ — Товариство сприяння обороні України)[6].
- на территории Таджикистана образовалась ООСО РТ — Общественная организация содействия обороне Республики Таджикистан (тадж. ТҶММ ҶТ — Ташкилоти ҷамъиятии мададгори мудофиаи Ҷумҳурии Тоҷикистон)[7].
- на территории Республики Армения было организовано оборонное спортивно-техническое общество (ОСТО)
- в Узбекистане правопреемником ДОСААФ УзССР стала Организация содействия обороне Узбекистана «Патриот» (узб. Ўзбекистон мудофаасига кўмаклашувчи «Ватанпарвар» ташкилоти), созданная в 1991 году[8],
- в Казахстане правопреемником ДОСААФ Казахской ССР стал ДОСААФ Республики Казахстан[9].

## Структура

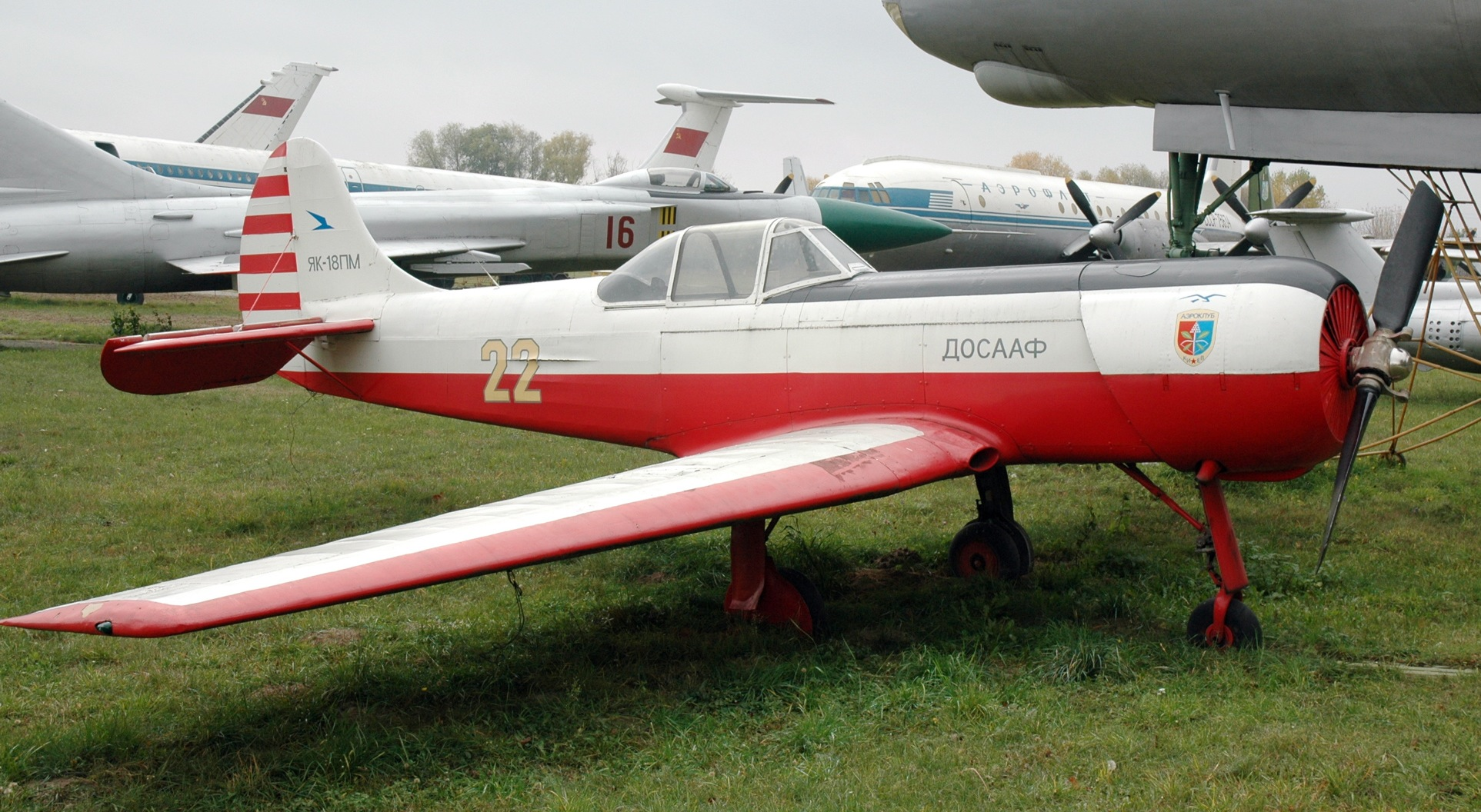
Учебный самолёт Як-18ПМ, принадлежавший Киевскому ДОСААФ

ДОСААФ имел свой устав, флаг и эмблему. Его работа строилась на основе инициативы и самодеятельности членов общества под руководством партийных организаций и была связана с советскими, профсоюзными, комсомольскими, спортивными и другими общественными организациями.
Для непосредственного руководства работой были созданы центральный комитет, возглавляемый председателем, республиканские, краевые (областные), городские и районные комитеты.
Основой ДОСААФ являлись первичные организации, которые создавались на заводах, фабриках, в совхозах, колхозах, учреждениях, учебных заведениях, при домоуправлениях и так далее.
В организациях общества активно культивировались многочисленные технические и военно-прикладные виды спорта, различные дисциплины автоспорта, мотоспорта, авиационного спорта, водно-моторного спорта и другие.

## СМИ ДОСААФ
ДОСААФ издавал газеты (центральный орган — «Советский патриот»), журналы («За рулём», «Радио», «Крылья Родины», «Клуб служебного собаководства» и др.), бюллетени, книги и плакаты, организовывал выпуск военно-учебных кинофильмов и диафильмов, распространял военно-политическую, военно-техническую и спортивную литературу.
Журнал «Военные знания» издаётся с 1925 года по настоящее время и является единственным ежемесячным периодическим изданием, освещающим жизнедеятельность Общества. В настоящее время ДОСААФ России является учредителем ООО «Редакция журнала „Военные знания“».

## Председатели ЦК ДОСААФ
- 1951—1953 — В. И. Кузнецов,
- 1953—1955 — Н. Ф. Гритчин,
- 1955—1960 — П. А. Белов,
- 1960—1964 — Д. Д. Лелюшенко,
- 1964—1972 — А. Л. Гетман,
- 1972—1981 — А. И. Покрышкин,
- 1981—1988 — Г. М. Егоров,
- 1988—1991 — Н. Н. Котловцев

## Лотерея ДОСААФ
В советское время большой популярностью пользовалась «Лотерея ДОСААФ», в которой разыгрывались многочисленные вещевые и денежные призы. Так, по состоянию на 1983 год были разыграны почти 25 тысяч автомобилей «Волга», «Москвич» и «Запорожец», почти 150 тысяч мотоциклов разных моделей. На вырученные от лотереи средства было построено множество автошкол, технических школ, домов обороны, общежитий, спорткомплексов, несколько гоночных трасс по всему СССР. В 1980-е годы розыгрыш лотереи проводился два раза в год.

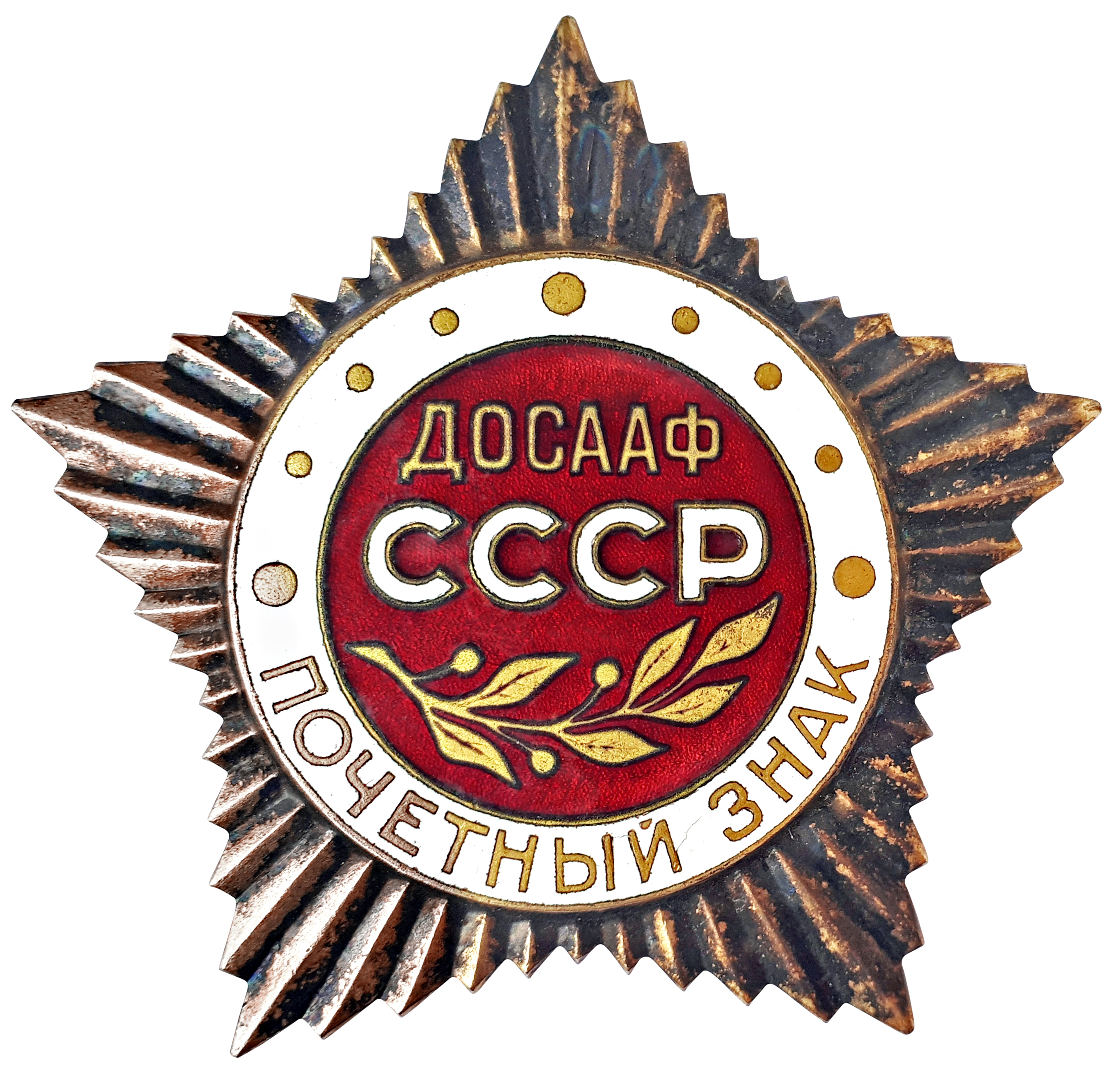
Наградной знак ДОСААФ СССР
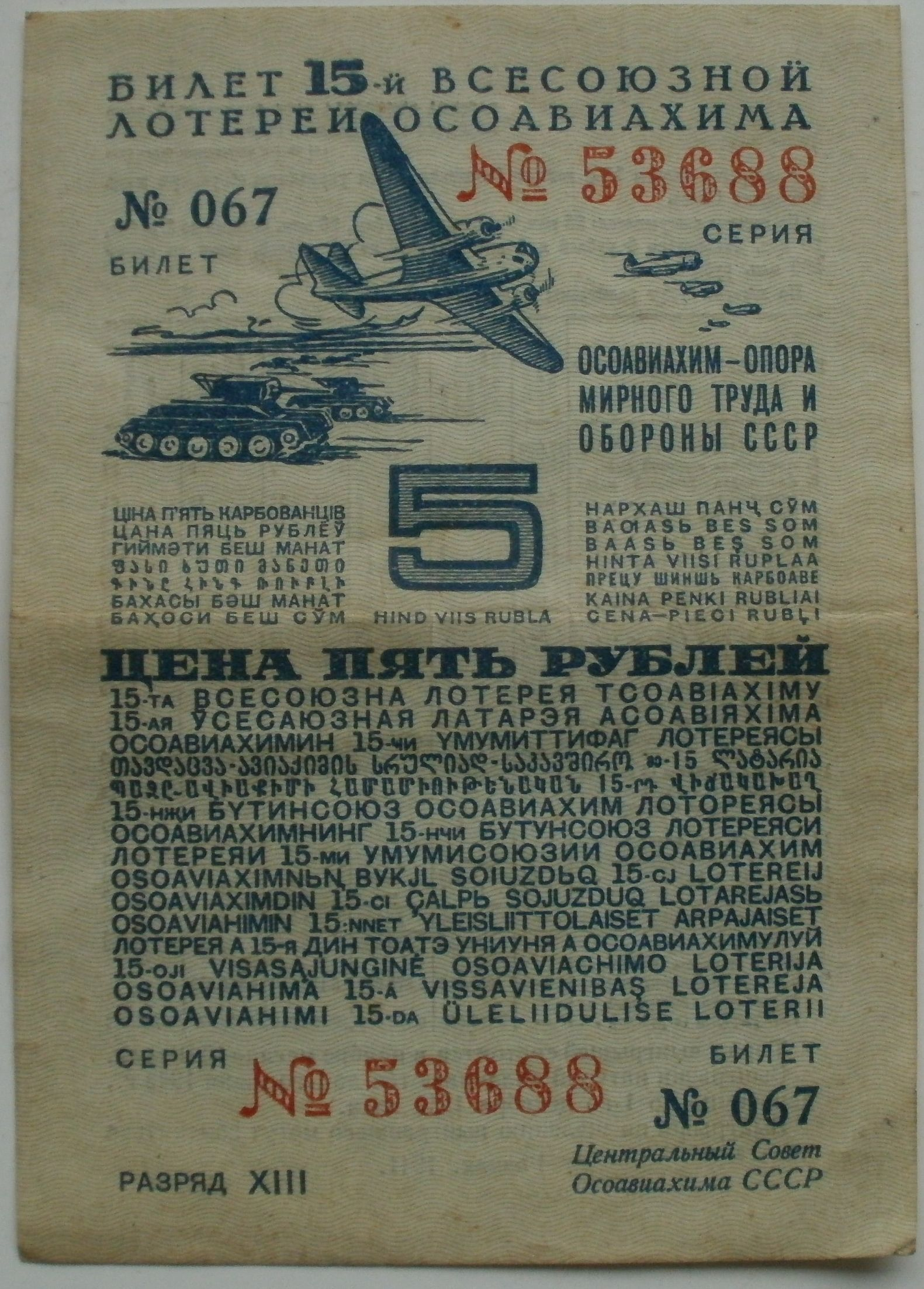
Лотерея ОСОВИАХИМА

## Награды
- 22 января 1947 года общество было награждено орденом Красного Знамени[2].
- В 1977 году общество было награждено орденом Ленина[12].

## В литературе
- Regossi, Angelika. Love in Communism: A Young Woman's Adult Story. — FB Fantastic Bees Publishing, 2024. — ISBN 9786158243544.

## В филателии
В СССР выпускались почтовые марки, посвящённые ДОСААФ:

Серия марок 1951 года, посвящённая организации ДОСАВ
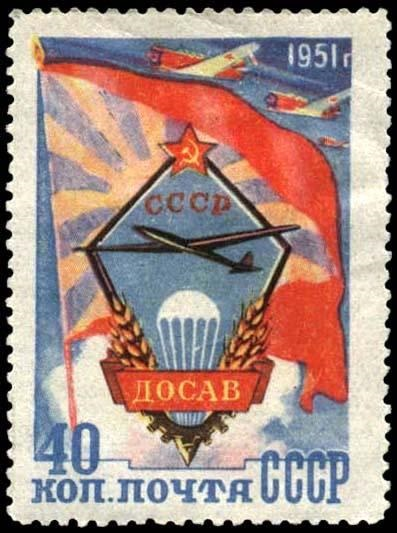
Эмблема и флаг ДОСАВ
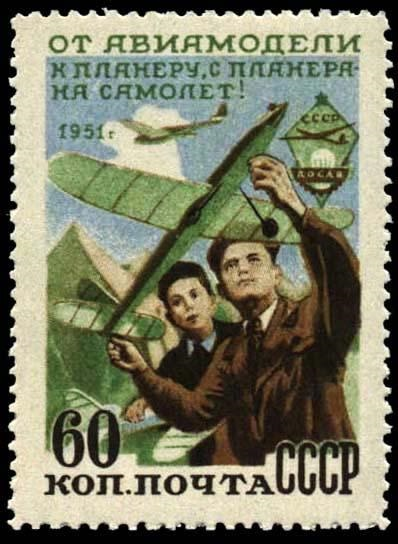
Авиамоделисты
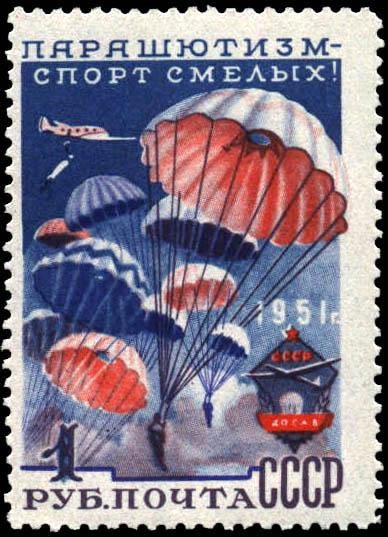
Парашютный спорт
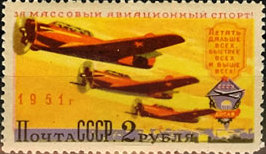
Спортивные самолёты

Серия марок 1959 года и отдельные марки
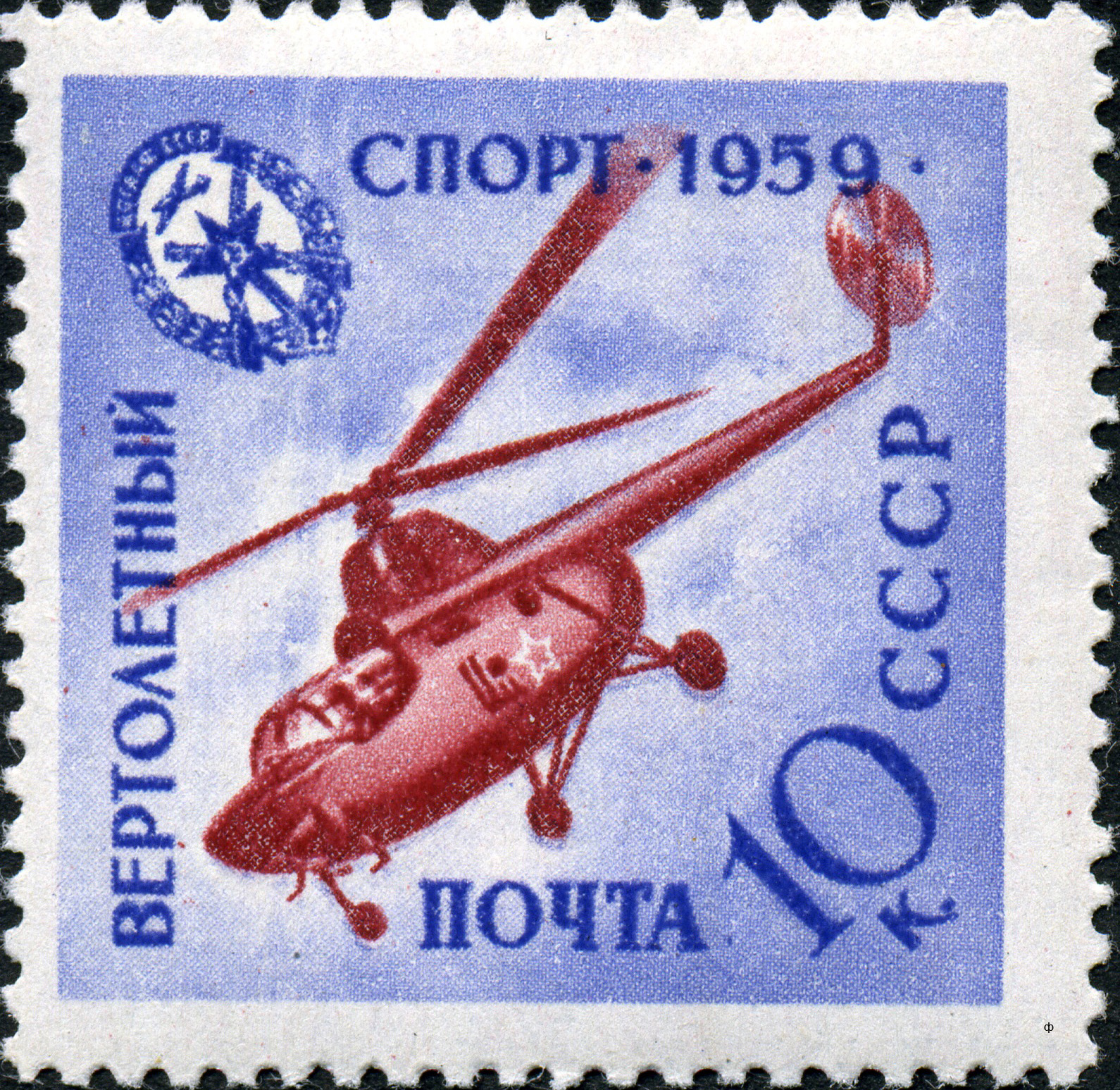
Вертолётный спорт
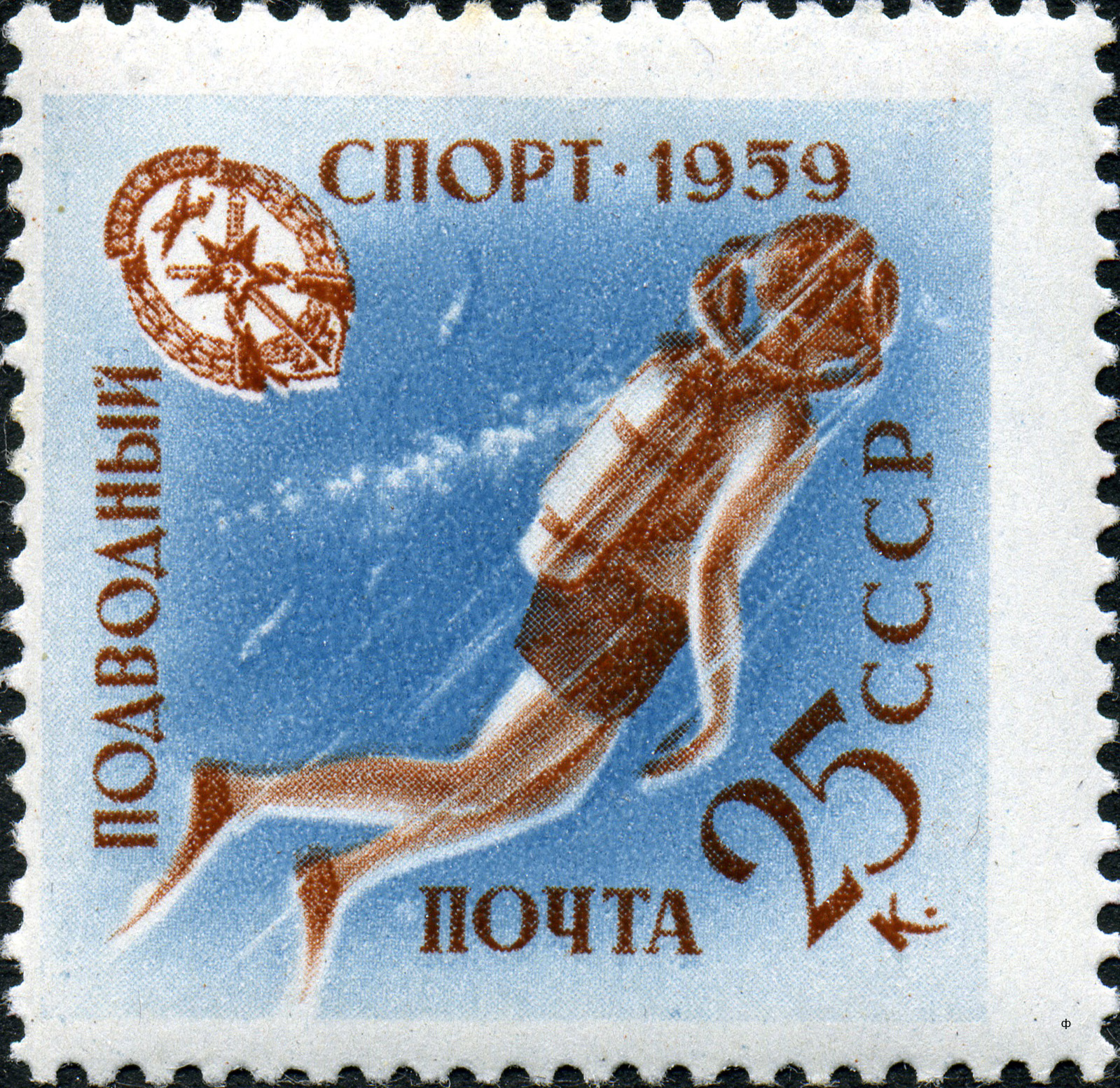
Подводный спорт
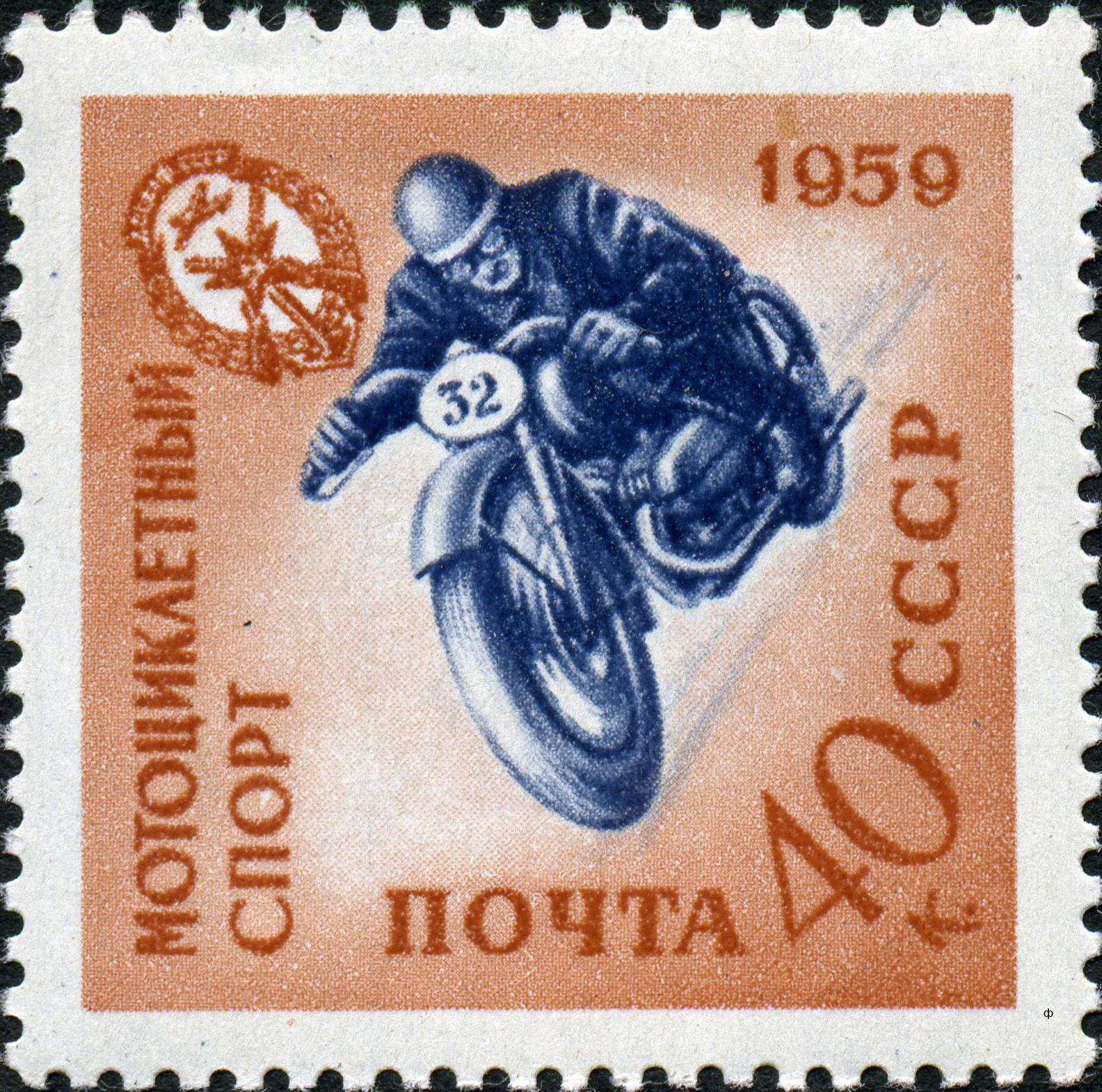
Мотоциклетный спорт
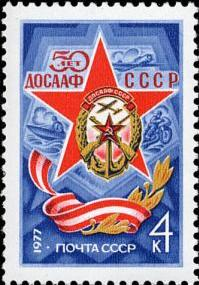
Почтовая марка, 1977 год: 50 лет ДОСААФ
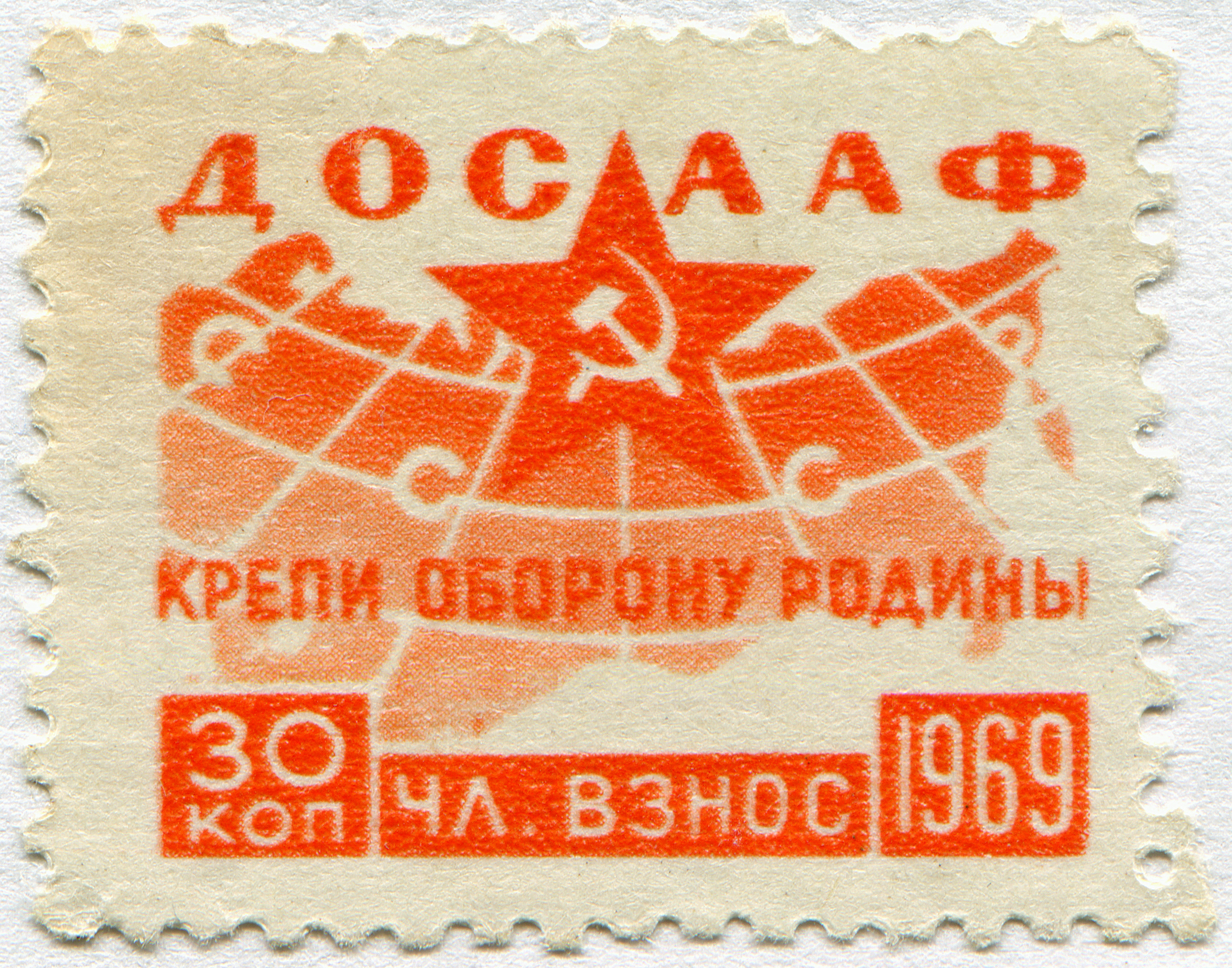
Марка ДОСААФ оплаты членских взносов. 1969 год
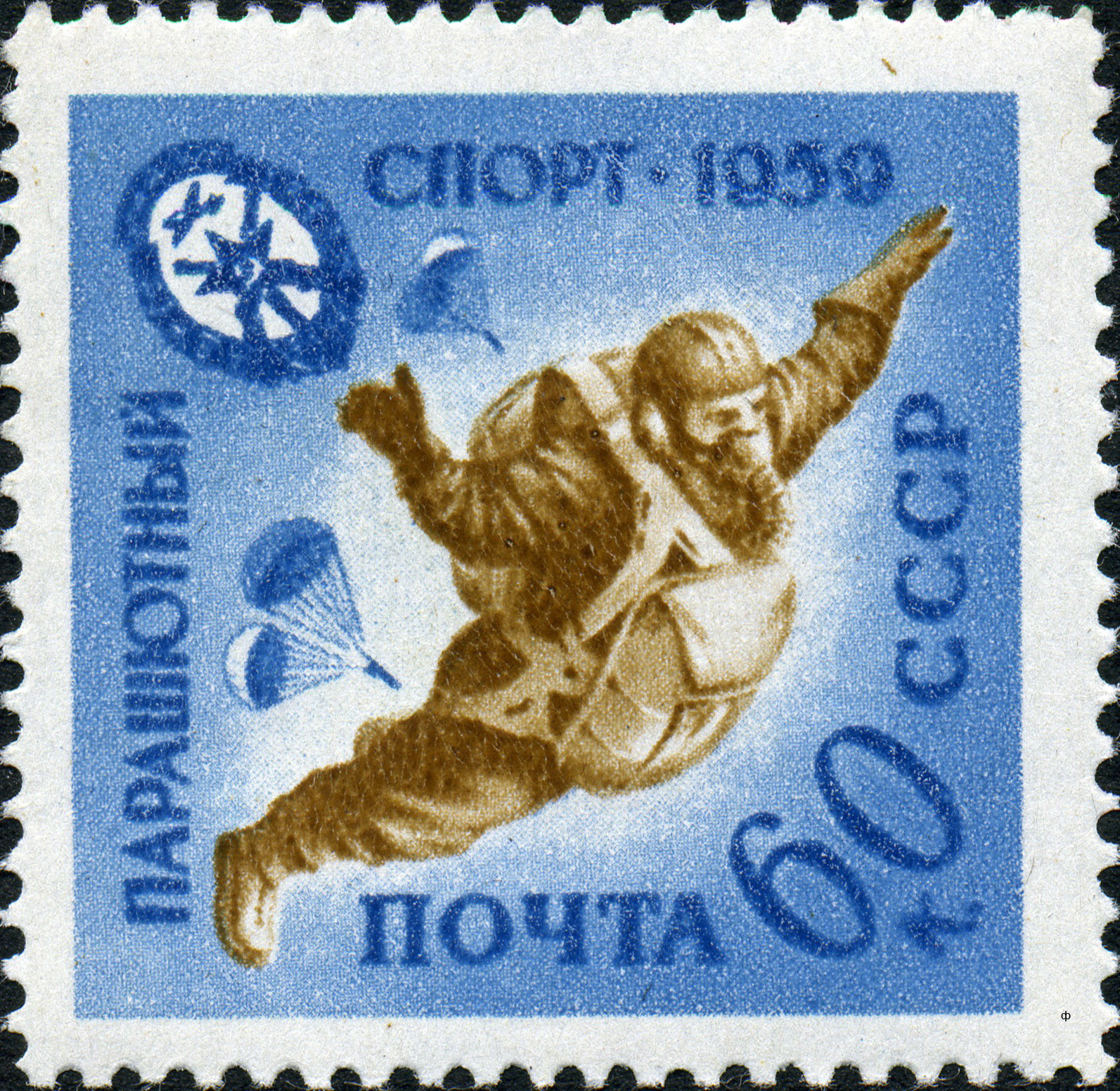
Марка СССР, 1959 г. Парашютный спорт
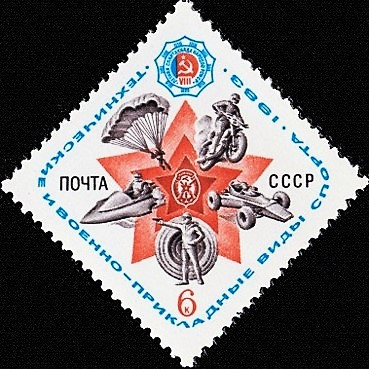
Почтовая марка СССР № 5393. 1983 год. Технические и военно-прикладные виды спорта

## Зарубежные аналоги
В Болгарии аналогичная ДОСААФ организация носила названия ОСО, Организация содействия обороне (болг. Организация за съдействие на отбраната), в Чехословакии — Svazarm, Ассоциация содействия армии (чеш. Svaz pro spolupráci s armádou), в ГДР — GST, Общество спорта и техники (нем. Gesellschaft für Sport und Technik). Перечисленные организации были расформированы и прекратили свое существование.